# Оберкохен
Оберкохен (нем. Oberkochen) — город в Германии, в земле Баден-Вюртемберг. 
Подчинён административному округу Штутгарт. Входит в состав района Восточный Альб.  Население составляет 7799 человек (на 31 декабря 2010 года). Занимает площадь 23,57 км². Официальный код  —  08 1 36 050.